# Laciniodes ussuriensis
Laciniodes ussuriensis là một loài bướm đêm trong họ Geometridae.